# Juho Annala
Juho Annala (ur. 24 lutego 1984 roku w Lapua) – fiński kierowca wyścigowy.

## Kariera
Annala rozpoczął karierę w międzynarodowych wyścigach samochodowych w 2004 roku od startów w Festiwalu Formuły Ford, w Brytyjskiej Formule Ford, w Fińskiej Formule Ford Zetec, w Szwedzkiej Formule Ford Zetec, w Nordyckiej Formule Ford Zetec i w Formule Ford 1800 Benelux. W edycji nordyckiej zdobył tytuł mistrzowski, a w edycjach fińskiej i szwedzkiej był drugi. W późniejszych latach Fin pojawiał się także w stawce Brytyjskiej Formuły 3, FIA GT3 European Championship, Międzynarodowej Formuły Master, Finnish Super Touring Championship oraz Champ Car.